# Сунце се дјевојком жени
Сунце се дјевојком жени је српска лирска народна песма и спада у групу митолошких религијских песама. Испевана је у петнаест десетерачких стихова.

## Митолошка подлога
У песми је изражено колективно, примитивно и наивно народно веровање да је звезда Даница (народни назив за Венеру) настала тако што је Сунце оженило лепу девојку. Такво веровање уткано у стихове народног певача показује да је песма настала давно, када, још увек слабо развијена, људска свест није умела да на бољи начин себи објасни настанак одређених небеских тела. У недостатку научних сазнања човек је све што му је деловало далеко и непознато покушавао да учини блиским и разумљивим. Из те потребе настала је и ова песма.

## Епски елементи
У песми су лако уочљиви елементи који су карактеристични за епска дела, а то су субјекти (Сунце, девојка) и одређено дешавање, радња (девојка изазива Сунце, састају се, а затим Сунце одводи девојку на небо). Присуство епских елемената у песми такође сведочи о њеној старости, јер су временом епски елементи полако ишчезли из лирских песама. Ипак, епски елементи у овој песми имају само симболично, а не и реално значење.

## Мотивска структура
- мотив девојачке лепоте
- мотив лепоте Сунца
- мотив светлости
- мотив изазивања
- мотив љубавног састанка
- мотив одвођења девојке на небо
- мотив претварања девојке у звезду Даницу

### Мотив девојачке лепоте
Први и главни мотив је мотив девојачке лепоте. У народним песмама се лепота, посебно девојачка, обично везује за чедност и скромност, али овде је у питању лепота која је свесна себе, сујетна, разметљива и изазивачка. Девојка је толико уверена у надмоћ своје лепоте да и самом Сунцу каже: „Јарко Сунце, љепша сам од тебе!“ и изазива га да се сусретну и утврде ко је лепши.

### Мотив лепоте Сунца
Сунце је персонификовано, оно се понаша као људско биће, креће се, разуме људски говор, поседује осећања. Колективна народна свест приписала је Сунцу особине човека: оно је слично лепом момку који може да пореди своју лепоту са лепотом девојке.

### Мотив светлости
У песми се суочавају две лепоте: земаљска, девојачка и небеска, Сунчева, а оно што их повезује то је сјај, светлост. Сунце је јарко, светло, а лепота девојке је толико сјајна да сматра да је сјајнија и од „јарког Сунца“.

### Мотив изазивања
Девојка изазива Сунце да се сусретну и утврде ко је лепши: девојка, земаљска лепота, изазива Сунце, небеску лепоту, што је у свести народног певача значило огрешење о космичке законе и неумитну казну.

### Мотив љубавног састанка
Према договору, Сунце се ујутру појављује на небу, а девојка долази у гору, крај воде. Сунце посматра девојку кроз грање и толико је изненађено њеном лепотом да је „трипут заиграло“. И у овом случају Сунце се понаша као људско биће, јер његово понашање подсећа на понашање неког момка који је видео лепу девојку и од изненадне среће заиграо, поскочио.

### Мотив одвођења девојке на небо
Опијено лепотом девојке Сунце „одвлачи“ девојку на небо. Глагол одвлачити показује да девојка не жели да напусти овоземаљски живот и замени га животом на небу, па је Сунце принуђено да је на силу привуче себи. У оваквом поступку опет препознајемо људске црте у лику Сунца, јер раније није био редак случај да девојка буде отета, на силу одведена и удата.

### Мотив претварања девојке у звезду Даницу
Седми, завршни мотив, уједно је и поента песме. Отета лепа девојка постаје звезда Даница. Девојка је на неки начин кажњена, јер је изазвала Сунце, најсјајније небеско тело видљиво са Земље, тврдећи да је лепша од њега. Земаљска лепота једне девојке сада је постала небеска лепота, далека човеку. Она је симбол вечне човекове жудње за оним што је недостижно и идеално.